# Limnodynastes dumerilii
Limnodynastes dumerilii är en groddjursart som beskrevs av Peters 1863. Limnodynastes dumerilii ingår i släktet Limnodynastes och familjen Limnodynastidae. IUCN kategoriserar arten globalt som livskraftig. Inga underarter finns listade i Catalogue of Life.